# Gabriela Roszyk-Kowalska
Gabriela Roszyk-Kowalska – polska ekonomistka, doktor habilitowany nauk ekonomicznych.

## Życiorys
W 1999 r. ukończyła studia zarządzania i marketingu na Akademii Ekonomicznej w Poznaniu, w 2007 r. obroniła pracę doktorską pt. Umiejętności kierownicze w procesie kształtowania kluczowych kompetencji przedsiębiorstw, której promotorem był prof. Kazimierz Krzakiewicz, w 2018 r. habilitowała się na podstawie pracy zatytułowanej Kompetencje kadry kierowniczej w przedsiębiorstwach wysokich technologii. 
Została pracownikiem naukowym na Uniwersytecie Ekonomicznym w Poznaniu.